# Met gesloten deuren
Met gesloten deuren is een hoorspel naar het toneelstuk Huis clos van Jean-Paul Sartre, dat in mei 1944 voor het eerst te Parijs werd opgevoerd. C.N. Lijsen vertaalde het, Jochen Neuhaus bewerkte het en de AVRO zond het uit op woensdag 2 december 1987. De regisseur was Hero Muller. Het hoorspel duurde 57 minuten.

## Rolbezetting
- Joss Flühr (Inès)
- Bea Meulman (Estelle)
- Arthur Boni (Garcin)

## Inhoud
In dit stuk wordt een moderne visie van de hel in de vorm van een salon in de Second-Empirestijl gepresenteerd, waarin de lafaard Garcin, de leugenares Estelle en de lesbienne Ines elkaar wederzijds tot beulen en folterknechten maken. Doordat ze elk louter door hun bestaan dat van de ander onzeker maken, hinderen zij hen bij de realisatie van hun vrijheid. "De hel - dat zijn de anderen!" Ze is niet "buiten", maar midden in het leven. De mens maakt ze zelf in zijn bestaan…